# Miami Nights: Singles in the City
Miami Nights: Singles in the City è un videogioco sviluppato nel 2006 da Gameloft. Originariamente distribuito per cellulari, è stato convertito per Nintendo DS e pubblicato da Ubisoft. Il titolo è uno spin-off ambientato a Miami di New York Nights: Success in the City. Il videogioco ha ricevuto un sequel denominato Miami Nights: Life in the Spotlight e un ulteriore seguito per Java ME, Miami Nights 2: The City is Yours.

## Modalità di gioco
Il titolo mescola elementi della serie The Sims con caratteristiche di The Urbz e Singles. Nella versione per Nintendo DS sono presenti minigiochi che sfruttano le capacità del touch screen.